# Ристе
Ристе (нем. Rieste) — община в Германии, в земле Нижняя Саксония.
Входит в состав района Оснабрюк. Подчиняется управлению Берзенбрюк. Население составляет 3301 человек (на 31 декабря 2010 года). Занимает площадь 30,6 км².

## Население
| 2016 | 2017  | 2019  | 2021  | 2022  | 2023  |
| ---- | ----- | ----- | ----- | ----- | ----- |
| 3483 | ↘3481 | ↗3519 | ↗3620 | ↗3717 | ↘3701 |

### Историческая численность населения
| Год  | Население |
| ---- | --------- |
| 1990 | 2201      |
| 1995 | 2498      |
| 2000 | 2908      |
| 2005 | 3205      |
| 2010 | 3269      |